# Sahra (Vorname)
Sahra ist ein weiblicher Vorname.

## Herkunft und Bedeutung
Der arabische Name سَهْرَة Sahra, Sahrah bedeutet „Nachtwache“ oder „die Nacht über wachbleiben“ und bezieht sich insbesondere auf das lange Aufbleiben, um sich um ein Kind oder eine kranke Person zu kümmern.
Nicht gesichert ist die Herleitung vom arabischen صحراء ṣaḥrāʾ „Wüste“ und dem arabischen Namen زهرة Zahrah „blühende Blume“.
Gelegentlich wird der Name als Variante des arabischen Namens زهراء Zahra „leuchtend“, „strahlend“ angesehen.
In der ugaritischen und aramäischen Religion wurde der Mondgott wie auch der „Morgenstern“ mit Namen Šaḥar, aramäisch Šahra bzw. Sahra, verehrt. Da die Venus als Morgen- und Abendstern eine weibliche Gottheit verkörpert, erhielt die Venus auch den Beinamen Herrin des Himmels.

## Verbreitung
Der Name Sahra ist vor allem im arabischen und persischen Sprachraum verbreitet. Auch in Deutschland kommt er gelegentlich vor. In der Liste der beliebtesten Mädchennamen der 2010er Jahre belegt er Rang 638.

## Varianten
Der Name سَهْرَة kann als Sahra oder Sahrah transkribiert werden.
Leitet man den Namen von زهرة Zahrah ab, finden sich die spanischen Varianten Azahar und Azahara. Auch der englische Name Zaria ist möglicherweise eine Variante davon.
Der arabische Name زهراء Zahra ist mit diesem Namen etymologisch verwandt. Zu diesem Namen finden sich folgende Varianten:
- Arabisch: زاهرة Zaahira, Zahira
  - Männlich: زاهر Zaahir, Zahir
- Persisch: زهرا Zahra
- Türkisch: Zehra
- Englisch: Zara

## Namensträgerinnen

### Sahra
- Sahra Damus (* 1982), deutsche Politikerin (Bündnis 90/Die Grünen)
- Sahra Amir Ebrahimi (* 1981), iranische Fernsehschauspielerin
- Sahra Rubin, Geburtsname von Sarah Carneson (1916–2015), südafrikanische Gewerkschafterin und Anti-Apartheidsaktivistin
- Sahra Wagenknecht (* 1969), deutsche Politikerin

### Zahra
- Fatima Zahra el-Alaoui (* 1998), marokkanische Hochspringerin
- Fatima Zahra El Hiyani (* 1996), marokkanische Radsportlerin
- Zahra Eshraghi (* 1964), iranische Frauenrechtlerin und Menschenrechtsaktivistin
- Zahra Kazemi (1949–2003), iranisch-kanadische Fotojournalistin
- Zahra Mohammadzadeh (* 1956), iranisch-deutsche Politikerin
- Zahra Ouaziz (* 1969), marokkanische Langstreckenläuferin
- Zahra Rahnaward (* 1945), iranische Bildhauerin, Politikwissenschaftlerin und Gattin des iranischen Präsidentschaftskandidaten Mir Hossein Mussawi
- Zahra Tatar (* 1992), algerische Leichtathletin

### Zara
- Zara (* 1983), russische Popsängerin und Schauspielerin
- Zara Dampney (* 1986), britische Beachvolleyballspielerin
- Zara Davis (* 1966), englische Windsurferin
- Zara Larsson (* 1997), schwedische Popsängerin
- Zara McFarlane (* 1983), britische Jazz/Soul-Sängerin und Songwriterin
- Zara Nelsova (1918–2002), klassische Cellistin
- Zara Rutherford (* 2002), belgisch-britische Pilotin
- Zara Schmelen (1795–1831), Missionarin
- Zara Steiner (1928–2020), britische Historikerin
- Zara Taylor (* 1983), kanadische Singer-Songwriterin und Schauspielerin
- Zara Tindall (* 1981), britische Springreiterin und die Tochter von Prinzessin Anne und deren erstem Ehemann Mark Phillips
- Zara Turner (* 1968), britische Schauspielerin
- Zara Whites (* 1968), niederländische Schauspielerin und Pornodarstellerin
- Zara Mahamat Yacoub (geb. vor 1994), tschadische Filmemacherin, Regisseurin und Journalistin